# Pieni Leposaari
Pieni Leposaari är en ö i Finland. Den ligger i sjön Pihlajavesi och i kommunen Nyslott i  landskapet Södra Savolax, i den sydöstra delen av landet, 290 km nordost om huvudstaden Helsingfors. Öns area är 7,5 hektar och dess största längd är 0,6 kilometer i nord-sydlig riktning.